# Lhánice
Lhánice är en ort i Tjeckien.   Den ligger i regionen Vysočina, i den sydöstra delen av landet, 170 km sydost om huvudstaden Prag. Lhánice ligger 322 meter över havet och antalet invånare är 151.
Terrängen runt Lhánice är huvudsakligen platt, men norrut är den kuperad. Runt Lhánice är det ganska tätbefolkat, med 80 invånare per kvadratkilometer. Närmaste större samhälle är Ivančice, 11,2 km öster om Lhánice. Trakten runt Lhánice består till största delen av jordbruksmark.